# کرک ویس
کرک ویس (انگلیسی: Kirk Wise؛ زادهٔ ۲۴ اوت ۱۹۶۳) یک کارگردان، پویانما، فیلم‌نامه‌نویس، و تهیه‌کننده اهل ایالات متحده آمریکا است. وی از سال ۱۹۸۶ میلادی تاکنون مشغول فعالیت بوده‌است.